# Téméraire (1749)
Pour les autres navires du même nom, voir Téméraire (bateau) et HMS Temeraire.
Le Téméraire est un vaisseau de 74 canons lancé en 1749 pour la marine royale française sur les plans de François Coulomb. Il est mis en chantier à Toulon pendant la vague de construction qui sépare la fin de guerre de Succession d'Autriche (1748) du début de la guerre de Sept Ans (1755). Il est capturé pendant la guerre de Sept Ans en 1759 et intégré à la Royal Navy jusqu'en 1784.

## Caractéristiques générales
Le Téméraire est un vaisseau de force de 74 canons lancé selon les normes définies dans les années 1740 par les constructeurs français pour obtenir un bon rapport coût/manœuvrabilité/armement afin de pouvoir tenir tête à la marine anglaise qui dispose de beaucoup plus de bâtiments depuis la fin des guerres de Louis XIV. Il est mis sur cale au moment où s’achève la guerre de Succession d’Autriche qui a vu la perte de beaucoup de navires et qui nécessite le renouvellement de nombre d’autres qui sont très usés. Il fait partie des onze vaisseaux lancés en 1749, chiffre très élevé pour la marine française de cette époque.
Sans être standardisé, le Téméraire partage les caractéristiques communes de tous les « 74 canons » construits à des dizaines d’exemplaires jusqu’au début du XIXe siècle afin d’exploiter au mieux cette excellente catégorie de navire de guerre. Comme pour tous les vaisseaux de l’époque, sa coque est en chêne. Son gréement, (mâts et vergues) est en pin. Il y a aussi de l’orme, du tilleul, du peuplier et du noyer pour les affûts des canons, les sculptures des gaillards et les menuiseries intérieures. Les cordages (80 tonnes) et les voiles (à peu près 2 500 m2) sont en chanvre. Un deuxième jeu de voiles et de cordages est prévu en soute. Pour pouvoir opérer pendant des semaines très loin de ses bases européennes s’il le faut, ses capacités de transport sont considérables. Il emporte pour trois mois de consommation d’eau, complétée par six mois de vin. S’y ajoute pour cinq à six mois de vivres, soit plusieurs dizaines de tonnes de biscuits, farine, légumes secs et frais, viande et poisson salé, fromage, huile, vinaigre, sel, sans compter du bétail sur pied qui sera abattu au fur et à mesure de la campagne.
Le bâtiment est armé avec 74 canons, soit :
- 28 canons de 36 livres dans sa première batterie ;
- 30 canons de 18 livres dans sa seconde batterie ;
- 16 canons de 8 livres sur ses gaillards.

Cette artillerie en fer pèse 215 tonnes. Lorsqu'elle tire, elle peut délivrer une bordée pesant 838 livres (soit à peu près 420 kg) et le double si le navire fait feu simultanément sur les deux bords. Le vaisseau embarque près de 6 000 boulets pesants au total 67 tonnes. Ils sont stockés dans des puits à boulets autour des mâts. S’y ajoute des boulets ramés, chaînés et beaucoup de mitraille (8 tonnes). Il y a 20 tonnes de poudre noire, stockée sous forme de gargousses ou en vrac. En moyenne, chaque canon dispose de 50 à 60 boulets.

## Service dans la marine française

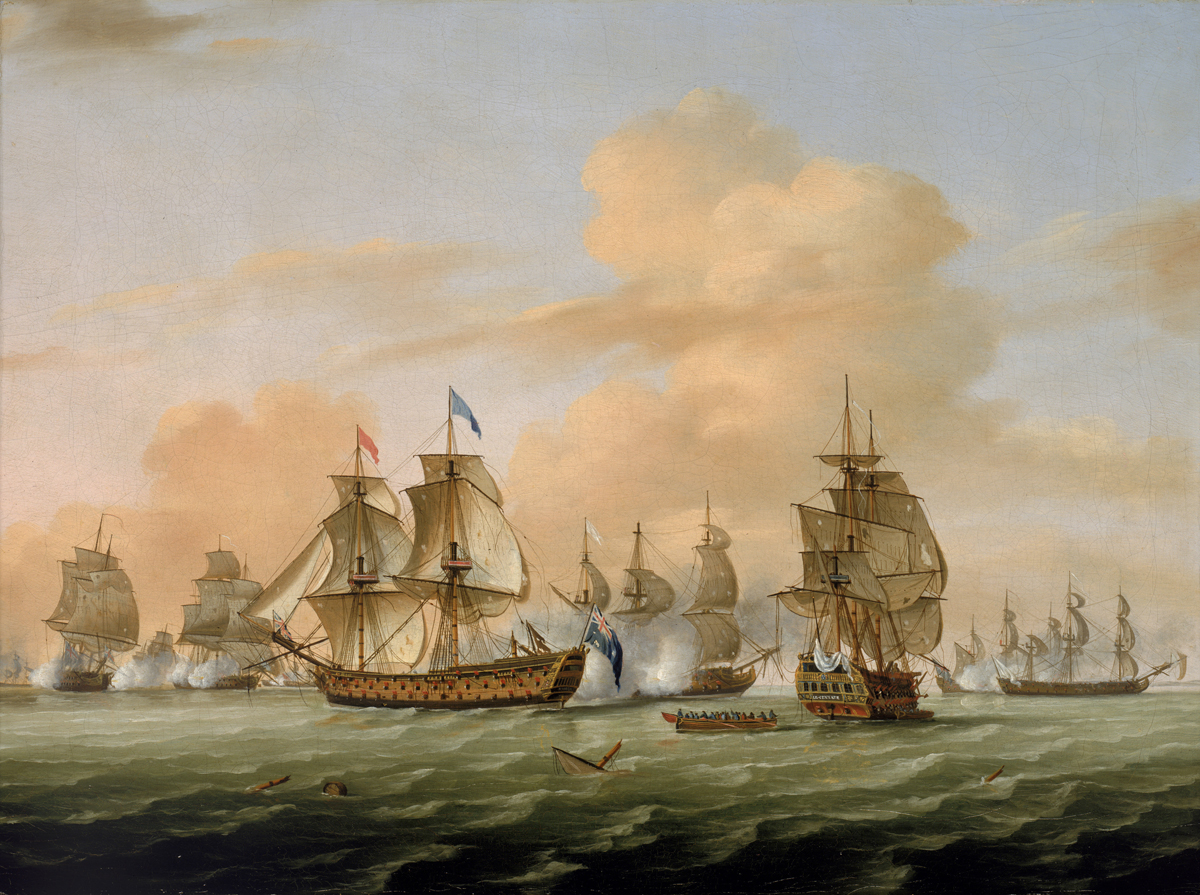
La bataille de Lagos, le 18-19 août 1759. Le Téméraire y est capturé par la Royal Navy.

Le Téméraire est engagé en 1756 dans l'escadre de La Galissonnière lors de l’attaque victorieuse sur Minorque. En 1759, il fait partie de l'escadre de La Clue qui quitte Toulon pour faire sa jonction avec celle de Brest afin de servir d'escorte à une tentative de débarquement en Angleterre. Cependant, il est capturé par la Royal Navy à la bataille de Lagos en 1759 et renommé HMS Temeraire. Il fait partie des trente-sept vaisseaux de ligne perdus par la France pendant la guerre de Sept Ans

## Service dans la marine anglaise
Le HMS Temeraire est vendu en 1784.